# Pandora (Saint Seiya)
Pandora (パンドラ?) es un personaje del manga y anime Saint Seiya, conocido en occidente como Los Caballeros del Zodiaco.

## Reecarnaciones

### Pandora enNext Dimension(sigloXVIII)
En el siglo XVIII, es un personaje que aparece en la secuela canónica de Saint Seiya, la comandante suprema de los 108 espectros (los guerreros de Hades), y es también la sacerdotisa de Hades. Es un carácter similar al de Pandora siglo XX.

### Pandora enThe Lost Canvas(sigloXVIII)
En el siglo XVIII, es la joven que se presenta ante Alone y le dice que él es la reencarnación del dios Hades, luego se encarga de darle el colgante que dice "Yours Ever". Tiempo después vuelve a aparecer y ahora lleva al pintor a una catedral en el bosque para que éste pueda observar una pintura donde está el mismo vistiendo la armadura de Hades y al fin asuma que él es el dios del Inframundo. De ahí en adelante siempre lo acompaña y se mantiene a su lado. Cuando Alone se va al Santuario sin la supervisión de Pandora, lo alcanza poniendo sin que se dé cuenta un guardaespaldas en su sombra, Hades le recrimina esta falta de confianza en su dios y la reprime, Pandora dice que lo hace por su bien. Sin embargo los Dioses Gemelos castigan a Pandora por dejar ir solo a Alone, pero le dan la opción de encerrarlo en una dimensión especial para que se dedique en cuerpo y alma a la culminación de The Lost Canvas. Pandora acepta y encierra a Alone, pero decide que Tenma es una amenaza y envía a sus espectros para acabar con él. Posteriormente, Pandora reaparece con Rhadamanthys de Wyvern en la Atlántida. Al parecer el ejército de Hades también tiene interés en obtener la ayuda de Poseidón. Cuando llega al recinto más cercano a Poseidón, una desconocida fuerza deja a Pandora fuera de combate. Más tarde, se descubre que fue Unity del Dragón Marino. Cuando Unity le iba a entregar el Oricalco a Dégel de Acuario, Pandora lo roba y lo rompe, liberando el poder de Poseidón en el cuerpo de Seraphina. Logra escapar de la Atlántida y vuelve junto a Hades. En Jamir, Pandora interrumpe en el reencuentro entre Athena, Pegaso y Hades momento en que Hades es herido por la sangre de Athena, quien furiosa, desafía a la diosa pero es el mismo Hades quien la detiene.

### Pandora en la Saga de Hades (sigloXX)
En el siglo XX, Pandora era la hija primogénita de los Heinstein, una acaudalada familia alemana que vivía cómodamente en un castillo rodeado de un hermoso lago y mucha vegetación. Ella vivía muy feliz con sus padres, rodeada de sirvientes y siempre en compañía de su perro Adolf, con la libertad de hacer lo que ella quisiera. La vida se presentaba rebosante de luz para esta familia ya que estaba próximo a nacer su segundo hijo.

### Infancia
Su vida cambiaría a la edad de tres años; cuando jugando con Adolf llegó a una vieja bodega al fondo del jardín del castillo. A pesar de ser un lugar al cual su padre le había advertido que no accediera, la pequeña Pandora vio que el candado con el que la puerta había estado cerrada por muchísimo tiempo, saltó con una extraña fuerza y la puerta de la bodega quedó abierta. A pesar de saber que estaba prohibido acceder ahí, Pandora se acercó llena de curiosidad. En la bodega había una caja que tenía el sello de Athena, Pandora, movida por la curiosidad, abrió la caja de la cual salieron dos sombras. Estas eran Hypnos y Thanatos, los dioses del sueño y la muerte respectivamente.
Los dos dioses le dijeron que Hades regresaría al mundo usando para ello a su hermano menor y que ella debía cuidarlo hasta que llegara el momento, con la promesa de que si lo hacía bien obtendría la vida eterna. El tiempo pasó y el hermano menor nació, pero debido al cosmo defensivo de Hades toda vida que habitaba en el castillo murió excepto ella. Las plantas, flores, animales y todas las personas incluidos su madre y padre. El castillo Heinstein pasaría a ser el Castillo de Hades, un lugar de muerte. A partir de ese entonces era responsable de buscar el cuerpo que según ella debía ser donde Hades reencarnara. De esta manera Pandora se convertiría en la hermana mayor del Rey del Inframundo.
Es entonces cuando una noche lluviosa en plenas calles de Tokio 10 años atrás Pandora se encuentra con Ikki, en ese momento un niño que estaba con su hermano menor Shun en brazos. Pandora entonces le diría que fue el elegido para ser el cuerpo que almacenaría a Hades, pero Ikki se negó a permitir que eso pasara, a pesar de luego ser torturado por Pandora para que soltara al bebé. Al no poder quitarle a Shun le puso un colgante que rezaba la frase "Yours ever" (Tuyo para siempre), con el cual ataría para siempre el alma de Hades al cuerpo de Shun y además siempre podría encontrarlo no importara a donde fuera. Así mismo le borró la memoria a Ikki y le hizo creer que el colgante era un recuerdo de su madre.

### Edad juvenil
Pandora era la comandante suprema de los Espectros en el mundo de Hades. Se le presenta como una mujer fría, tocando un arpa. Su breve entrevista con el juez Radamanthys de Wyvern nos hace ver que ella está interesada en tomar la vida de Athena, así como su preocupación por el bienestar de sus espectros y a la vez su molestia al ver que Radamanthys quería ir al Santuario para acabar el mismo con Athena.
Cuando se entera de lo ocurrido con los espectros en el Santuario castiga severamente a Radamanthys y aunque le advierte que no pase por encima de su autoridad nuevamente, lo deja ir al ver que el objetivo de tomar la vida de Athena ha sido cumplido con su suicidio. Sin embargo no se percata que Athena se quitó la vida para poder entrar al Inframundo y enfrentarse a Hades ella misma, sino hasta después, cuando indica con frialdad a Saga, Camus y Shura sobre el atrevimiento de haberse revelado contra Hades y que sus vidas son solo una ilusión.
En el Inframundo al revelarse la posesión de Shun por parte de Hades, se dedica a cuidarlo para prevenir que alguien se acerque a Giudecca, sin embargo la aparición de Ikki hace que Pandora trate de impedir que llegue a Hades. La confrontación es inevitable pero Hades consigue posesionar a Shun por completo, con lo cual hace a Ikki a un lado con facilidad. Al retirarse Pandora a petición de Hades, aparece Shaka de Virgo y posteriormente Athena con lo cual los dioses se confrontan y todo termina con la liberación de Shun y el rapto de Athena por parte de Hades, llevándosela a los Campos Eliseos.
Pandora posteriormente comprendió que la intención de Hades era aniquilar a todos los seres de la tierra de la misma forma como aniquiló a su familia y ayuda al Fénix a cruzar por los Campos Eliseos, ya que como su armadura no había sido protegida por la sangre de Athena como la de los otros cuatro Santos de Bronce, por lo que no podía llegar allí vivo ya que los no dioses no podían llegar a los Campos Eliseos a través de la super dimensión, así que Pandora le da a Ikki su collar para que pueda cruzar hacia los Campos Eliseos. Al enterarse de esta traición Thanatos ataca a distancia a Pandora y le da muerte.

## Técnicas de Pandora
Descarga con el arpa: Mediante la melodía proveniente de su arpa, y al mismo tiempo, con su
propio cosmos, Pandora puede emitir una descarga eléctrica, tal y como ocurrió en la escena en
la que, después de haber muerto Athena, Pandora castiga a Radamanthys por haber desobedecido sus órdenes. Dicha descarga puede emitir los suficientes voltios como para poder
dejar inconsciente a un Kyoto.
Golpe con el tridente: Esta arma tan solo hace aparición ya en el Mundo de los Muertos. Con él, Pandora hiere a Ikki cuando el Fénix trataba de acercarse a Shun, quien estaba ya poseído por
Hades.
Teletransportación: Pandora puede teletransportar a voluntad a otras personas, tal y como se
muestra cuando Hades le pide que le traiga ante él a Ikki. Pandora teletransporta al Santo del
Fénix desde el Quinto Círculo Infernal, donde se encontraba peleando con Aiacos, hasta Giudecca.
Hay que especificar que ésta Teletransportación no es tan poderosa como la que emiten los
Lemurianos Shion y Mu, sobre todo si se ejecuta fuera del Inframundo. Es en este lugar donde
suele ser más efectiva.
Ataque eléctrico: Con su tridente golpea el suelo y emite una ráfaga eléctrica en el campo de batalla esto pasa en Saint Seiya the Lost Canvas cuando alón ataca el templo de Atenea Pandora aparece y daña a todos los santos presentes.